# E801 (trasa europejska)
E801 – trasa europejska biegnąca przez Portugalię i Hiszpanię. Zaliczana do tras kategorii B droga łączy Coimbrę z Verín. 

## Przebieg trasy
Portugalia:
- Coimbra E1 E80
- Viseu E80
- Chaves E805

Hiszpania:
- Verín